# Konkordát (1801)

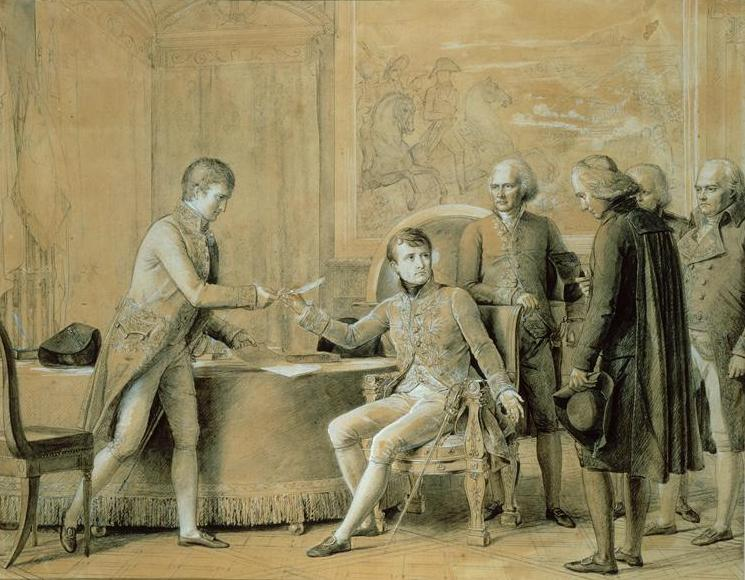
François Gérard: Napoleon podepisuje smlouvu. Osoby: Josef Bonaparte (podávající pero), Napoleon Bonaparte (sedící), ministr pro církevní záležitosti Jean-Étienne-Marie Portalis (stojící čelem), papežův vyslanec kardinál Giuseppe Spina (stojící bokem), diplomat Alexandre Maurice Blanc de Lanautte (za kardinálem) a ministr vnitra Emmanuel Crétet (zcela vpravo)

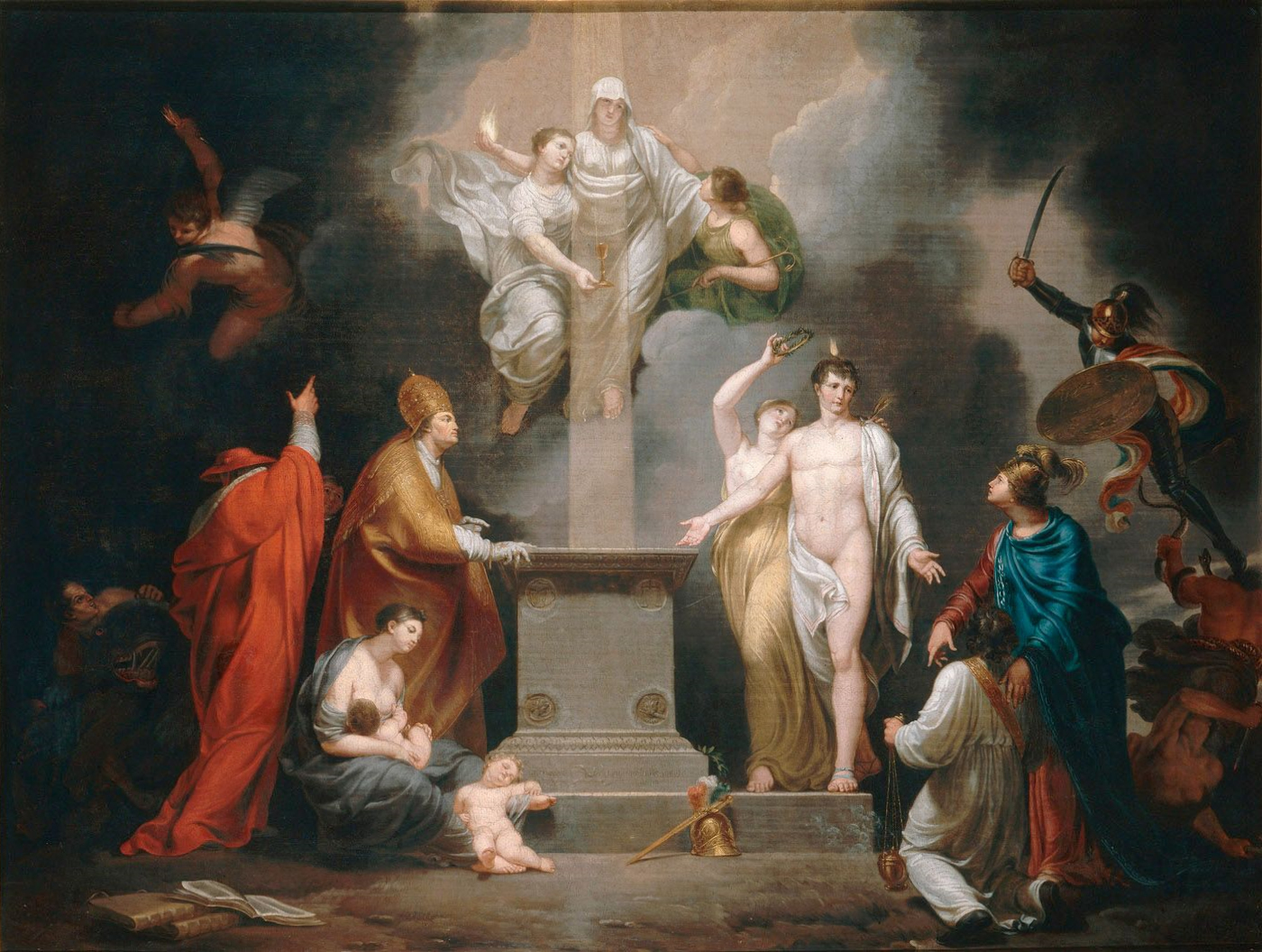
Alegorie konkordátu z roku 1801 (Pierre Joseph Célestin François)

Konkordát z 15. července 1801 byla mezinárodní smlouva uzavřená mezi Francií a Svatým stolcem. Konkordát uzavřel konzul Napoleon Bonaparte, aby tím formálně ukončil zápas světské republiky s katolickou církví.

## Motivy
Napoleon usiloval o urovnání vztahů se Svatým stolcem, a proto se snažil omezit opatření potlačující katolicismus existující v důsledku Francouzské revoluce. Jako první konzul formálně stále existující republiky se tak angažoval v církevní oblasti.

## Důsledky
Ve smlouvě, kterou uzavřeli Napoleon jako zástupce první republiky a kardinál Ercole Consalvi jako zástupce papeže Pia VII., papež uznal Francouzskou republiku, civilní stav katolické církve a Napoleonem nařízené propuštění všech biskupů.
Pius VII., který byl roku 1804 donucen k účasti na Napoleonově korunovaci a v letech 1806–1814 byl dokonce Napoleonem internován, nahlížel na situaci ve Francii v hranicích reálné politiky, a byl proto ochoten vyjednávat. V roce 1801 byl konkordát podepsán v Paříži. V preambuli bylo katolické náboženství označeno jako „drtivá většina francouzských občanů“, aniž by se zmiňovalo do té doby používané „státní náboženství“. Konkordát totiž uznal náboženskou pluralitu náboženství, svobodu vyznání a její výuky a republiku jako takovou.
Dalším výsledkem uzavření konkordátu bylo posílení Napoleonovy autority. Kromě toho smlouva zajistila vztahy mezi církví a státem až do oddělení církve a státu v roce 1905 a sloužila jako model pro jiné církve a země. V Alsasku-Lotrinsku, kde existují výjimky v podobě místního práva, je konkordát platný dodnes, neboť tyto oblasti v roce 1905 nebyly součástí Francie a nový zákon nepřevzaly.
V důsledku konkordátu zaniklo velké množství francouzských diecézí a arcidiecézí, a vzniklo mnoho nových (bulou Qui Christi Domini). Během roku 1822 byla velká část zrušených diecézí obnovena (bulou Paternae caritatis).
Po podepsání konkordátu byly dne 8. dubna 1802 (18 germinal an X) přijaty tzv. Organické články, což byly prováděcí právní předpisy. Těchto 77 článků, jinak neslučitelných s papežskou kurií, zajišťovalo státu prerogativu, takže všechna papežská nařízení potřebovala ještě schválení státu. Kromě toho byly položeny základní předpisy pro organizaci katolické a protestantských církví.